# Spirostreptus oatesi
Spirostreptus oatesi är en mångfotingart som beskrevs av Pocock 1893. Spirostreptus oatesi ingår i släktet Spirostreptus och familjen Spirostreptidae. Inga underarter finns listade i Catalogue of Life.